# Adriaan Cancellier
Adriaan Cancellier (Duinkerke, 1580 - Koksijde, 16 april 1623) was van 1610 tot 1623 abt van de Abdij Onze-Lieve-Vrouw Ten Duinen te Koksijde, die toen gevestigd was in abdijhoeve Ten Bogaerde. 

## Levensloop
Adriaan Cancellier werd in 1597 monnik in de Duinenabdij. Later werd hij thesaurier van de Duinenabdij. Op 30 juli 1610 werd hij tot abt verkozen. Hij liet Ten Bogaerde verder uitbouwen als abdij, met onder meer de bouw van een abtskapel aan het woonhuis. In 1612 liet hij grote hoeveelheden bouwmateriaal van de abdij verkopen aan de stad Duinkerke. Op die manier probeerde hij aan inkomsten te komen om de werken in Ten Bogaerde te bekostigen. Onder de abt kwamen er zich tientallen nieuwe novicen aanbieden in Ten Bogaerde. Bij de verhuis naar Ten Bogaerde in 1601 waren er slechts 16 monniken, in 1623 waren dat er 49. De abt liet ook heel wat jonge monniken theologie studeren. 
Abt Cancellier stierf op 16 april 1623. Bij de verhuis naar Brugge in 1627 werd zijn kist meegenomen naar de nieuwe Brugse abdij.

## Monniken ten tijde van abt Adriaan Cancellier
- Bernard Campmans, beheerder van de polders in Zeeland, later ontvanger en abt.
- Carolus de Visch (1596-1666), novice 1618), monnik (1619), kapelaan (1623), bibliothecaris reeds voor 1628) en prior (1649-1661) van de Duinenabdij
- Antoon Andries (Kortrijk, 1585 - Hulst, 1627), monnik sinds 1603, priester sinds 1611, subprior (1612-1616), prior (1616-1624), beheerder polders Zeeland
- Adriaan Mesdagh (overleden 1630), lector theologie en subprior  - auteur van diverse boeken
- Chrysostomus Henriquez (Madrid, 1594 -  Leuven, 1632) - monnik sinds 1607 in La Huerta historiograaf van de cisterciënzerorde, sinds 1620 in de Nederlanden, waaronder ook tijdelijk in de Duinenabdij.
- Theodor Pybes (overleden 1632), theoloog (1610), pastoor van Duinkerke (1613-1614), monnik van de Duinenabdij sinds 1614, later thesaurier, lector theologie en prior. Auteur van een boekje over de vondst van het lichaam van Idesbaldus.